# Сараха

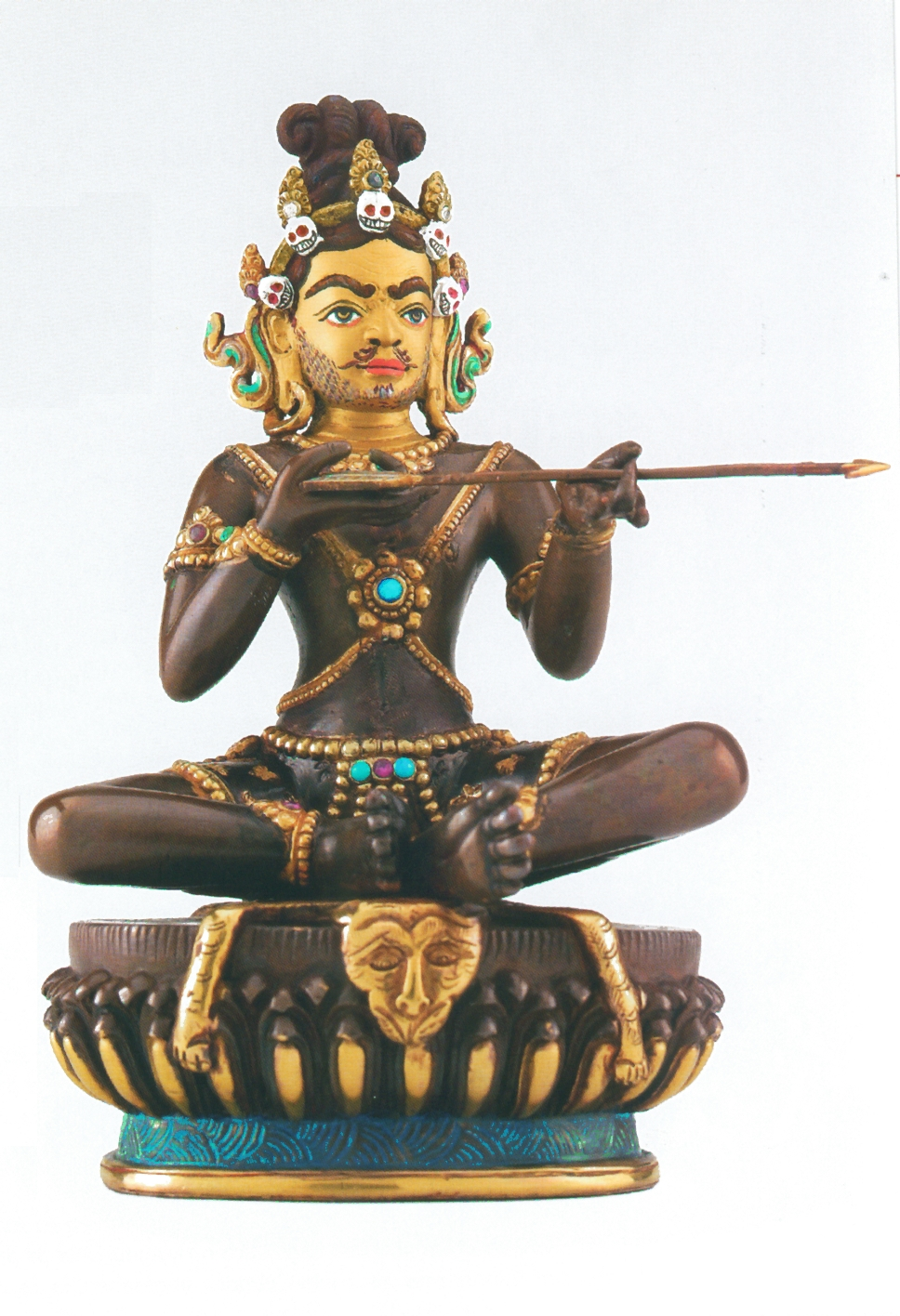
Сараха

Сараха — легендарний махасіддха Індії. Згадки про нього зустрічаються в багатьох буддійських творах, у тому числі у творі Абхайядатти «Леви Будди: життєпис вісімдесяти чотирьох махасіддхів».

## Сараха
Сараха відомий як «махасіддха нових тантр». Найбільш стародавні джерела дають дату його народження приблизно через три сторіччя після народження Будди, але здається правдоподібнішим, що він жив в VII—IX ст. нашої ери. Він народився в Відарбхі в брамінській касті; тому він відомий також як «великий брамін». В юні роки він вступив у монастир, де вивчав вчення Хінаяни. Через деякий час Сараха зустрівся з чотирма брамінськими дівами, і ця зустріч привела його до Ваджраяни. Діви переконували його випити четверо горнят лікеру поспіль, і, підкорившись їх вимозі, він негайно відчув чотири радості стану здійснення: «радість», «вищу радість», «вище усякої радості», «радість, що з'являється синхронно». Насправді в образі дів були дакіні, і вони дали Сарахі абхішеку. Формально він вступив на шлях Ваджраяни трохи згодом, за допомогою абхішекі Гух'ясамаджі, яку він отримав у монастирському університеті Наланда. Тимчасово Сараха продовжував дотримуватися монастирської дисципліни, потай слідуючи практиці йогіна тантри. Пізніше Сараха одружився з жінкою, яка навчила його мистецтву виготовлення стріл, а також дала наставляння в Ваджраяні. Сараха став виготовлювачем стріл. Врешті-решт, як результат практики Ваджраяни, він отримав передачу Махамудри від Бодхісаттви десятого рівня Ратнаматі, який в свою чергу одержав цю передачу від Будди Ваджрадхари. Сараха виразив свою реалізацію Махамудри в численних духовних піснях, відомих як дохи, ваджра-пісні. Найважливішими з цих пісень були трилогія дох, а саме — «Люди, король та королева», яку він подарував мешканцям королівства Відарбха. Двома основними учнями Сарахи були сіддхи Нагарджуна і Луйіпа. Він помер на священній горі Шрі Парвата в південній Індії.

## Пісня Сарахи для Марпи
Співчуття і пустота неподільні.

Неперервний потік природного розуму — 

Це первинна чиста таковість.

Осягай його, як простір, перемішаний з простором;

Свідомість, що шукає опертя, обмежує себе.

Якщо будеш практикувати у такий спосіб, побачиш,

Що ніщо не «пов'язане» з чимось іншим в умі.

Коли зрозумієш, що світ явищ — природа ума,

Не будеш потребувати медитації, як протиотрути.

Істинна природа ума — поза думками,

Перебувай у цьому стані, вільний від концепцій.

Якщо зможеш це зрозуміти — звільнишся.

Як дитя, дике та свавільне,

Їж м'ясо та будь божевільним,

Будь, як безстрашний лев.

Дозволь вільно походжати слонові розуму.

Спостерігай за бджолою, що кружляє поміж квіток.

Не називай Самсару злом,

Не намагайся досягнути Нірвани.

Спосіб «простого ума» — 

Це перебування в самій миті, поза концепціями.

Не думай про дію,

Не тримайся певного напрямку;

Спочивай у просторі, вільному від зусиль та поривань.
Переклад українською Ірина Сальник